# ليو فرناندو
ليو فرناندو هو سياسي سريلانكي، ولد في 18 نوفمبر 1895، وتوفي في 30 نوفمبر 1954. حزبياً، نشط في الحزب الوطني المتحد. وقد انتخب عضو برلمان سريلانكا.